# Ruta 8 (Uruguai)
La Ruta 8 Brigadier General Juan Antonio Lavalleja (R8) és una de les carreteres més importants de l'Uruguai. Neix a la ciutat de Montevideo, amb direcció est i nord-est, i travessa els departaments de Montevideo, Canelones, Lavalleja, Treinta y Tres i Cerro Largo. A més connecta les poblacions i capitals departamentals de Barros Blancos, Pando (km. 80), Solís de Mataojo, Minas, Treinta y Tres, Melo, Isidoro Noblia i Aceguá.
Amb un recorregut de gairebé 390 km, la ruta 8 és transitada també per turistes amb destinació est. Connecta amb la ruta brasilera BR-153. El 2000, tres companyies nacionals van proposar projectes per modernitzar el trajecte Pando-Minas.

## Interseccions
- Ruta 11: km. 44.
- Ruta 9: km. 72.
- Minas: km. 116.
- Villa Serrana, Mariscala.
- Aceguá: km. 447.[2]